# قائمة شركات الطيران في الأردن
تتضمن الصفحة قائمة من شركات الطيران التي تعمل حاليًا في الأردن

## جدول الخطوط الجوية
| شركة الطيران     | اتحاد النقل الجوي الدولي | منظمة الطيران المدني الدولي | إشارة التعريف | صورة | بدأ العمليات |
| ---------------- | ------------------------ | --------------------------- | ------------- | ---- | ------------ |
| الملكية الأردنية | RJ                       | مطار راجاهموندي RJA         | الأردني       |      | 1963         |

## خطوط الشحن الجوي
| شركة الطيران              | اتحاد النقل الجوي الدولي | منظمة الطيران المدني الدولي | إشارة التعريف   | صورة | بدأ العمليات |
| ------------------------- | ------------------------ | --------------------------- | --------------- | ---- | ------------ |
| الاردن للشحن الجوي الدولي | J4                       | اللجنة المشتركة الدولية     |                 |      | 2004         |
| الملكية الأردنية للشحن    | R5                       | جافا                        | الطيران الاردني |      | 2000         |

## شركات الطيران المستأجرة
| شركة الطيران     | اتحاد النقل الجوي الدولي | منظمة الطيران المدني الدولي  | إشارة التعريف   | صورة | بدأ العمليات |
| ---------------- | ------------------------ | ---------------------------- | --------------- | ---- | ------------ |
| الأجنحة العربية  |                          | خدمات أمازون الإلكترونية AWS | الأجنحة العربية |      | 1975         |
| الأردنية للطيران | R5                       | جافا                         | الطيران الاردني |      | 2000         |
| راية جيت         |                          | RYT                          |                 |      | 2005         |

## شركات الطيران المتوقفة
| الشركة                  | الصورة | بدأ لبعمل | التوقف |
| ----------------------- | ------ | --------- | ------ |
| اير يونيفرسال           |        | 2002      | 2008   |
| الصقر الملكي            |        | 2007      | 2016   |
| سكاي جيت للطيران الدولي |        | 2003      | 2008   |